# Miguel Ángel Cordero Sánchez
Miguel Ángel Cordero (Lebrija, Sevilla, Andalusia, 10 de setembre del 1987) és un futbolista andalús que juga com a migcampista.